# Райслип (станция метро)
«Райслип» (англ. Ruislip) — станция лондонского метро. На станции останавливаются поезда двух линий метро: «Метрополитен» и «Пикадилли». Относится к шестой тарифной зоне.

Станция «Райслип»
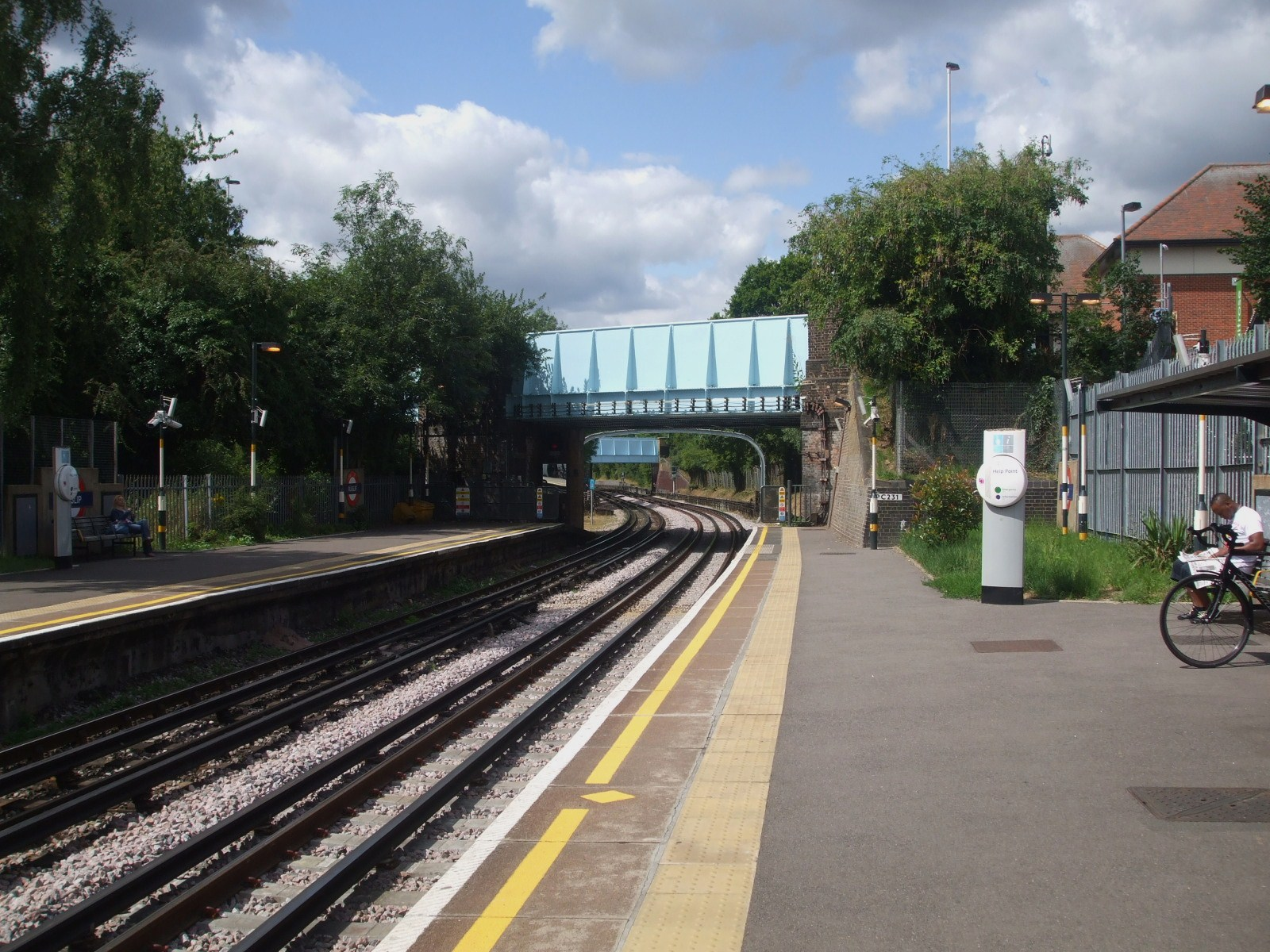
Платформа
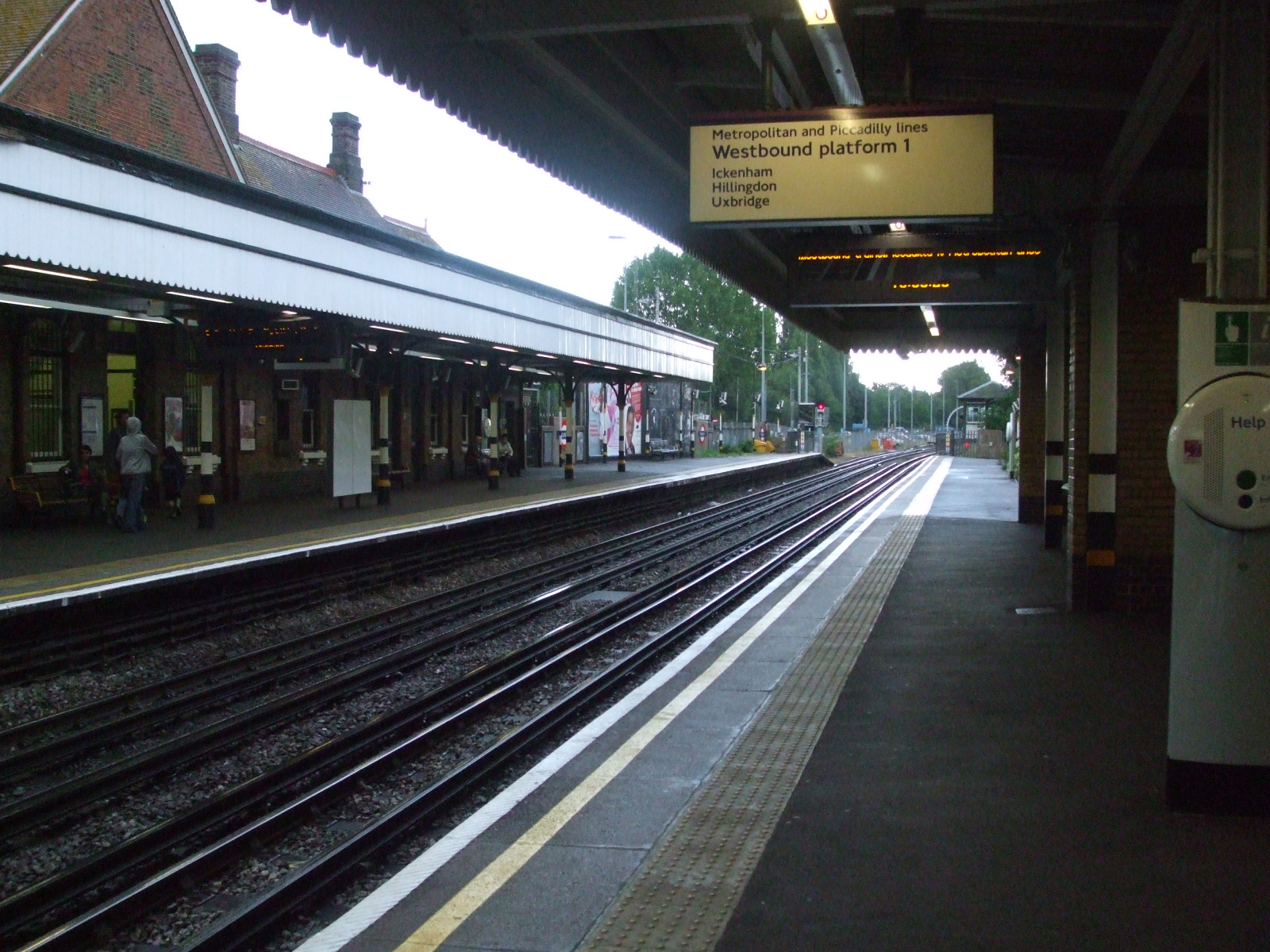
Платформа
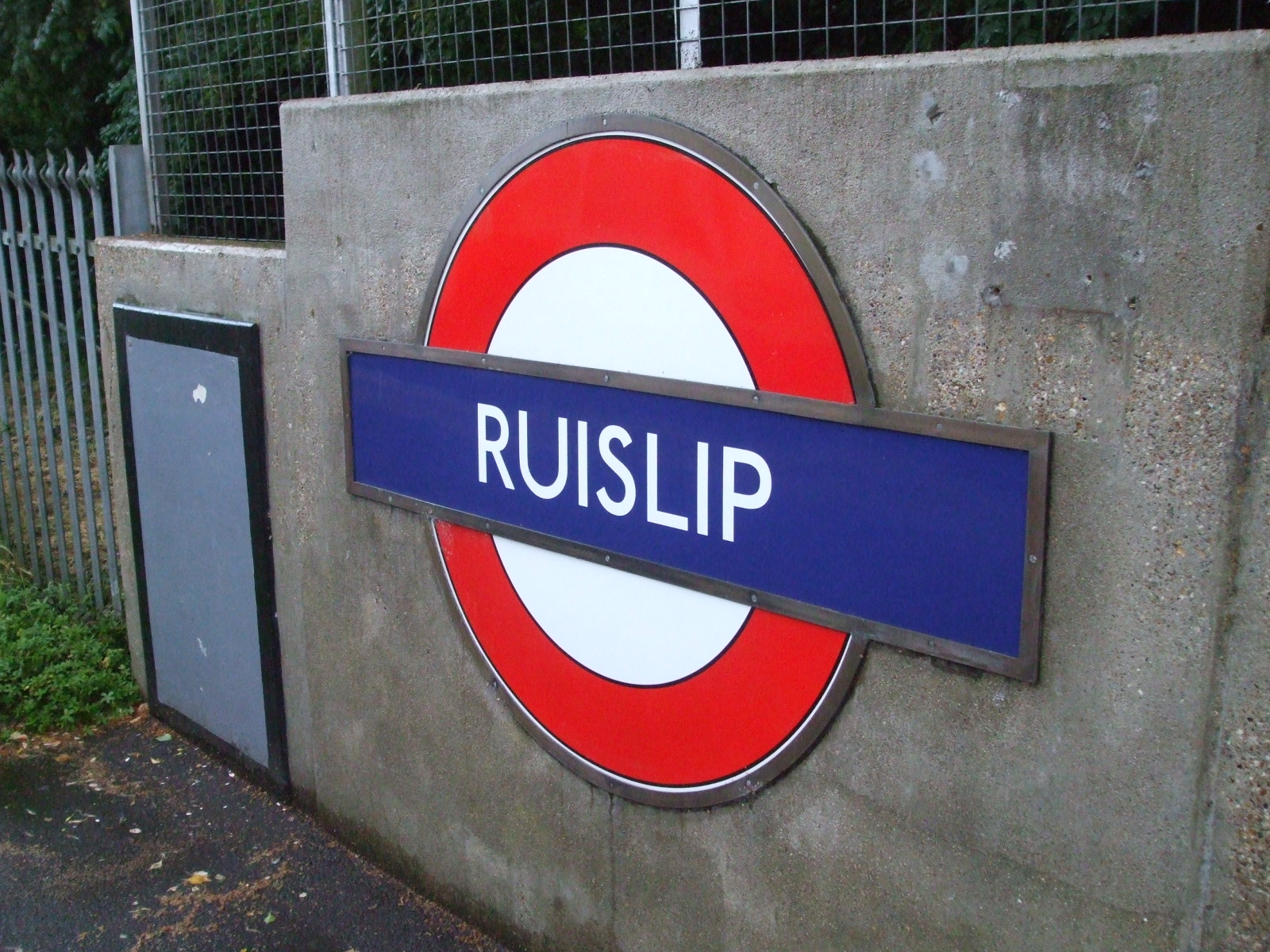
Рондель станции